# Jan Křtitel Vaňhal

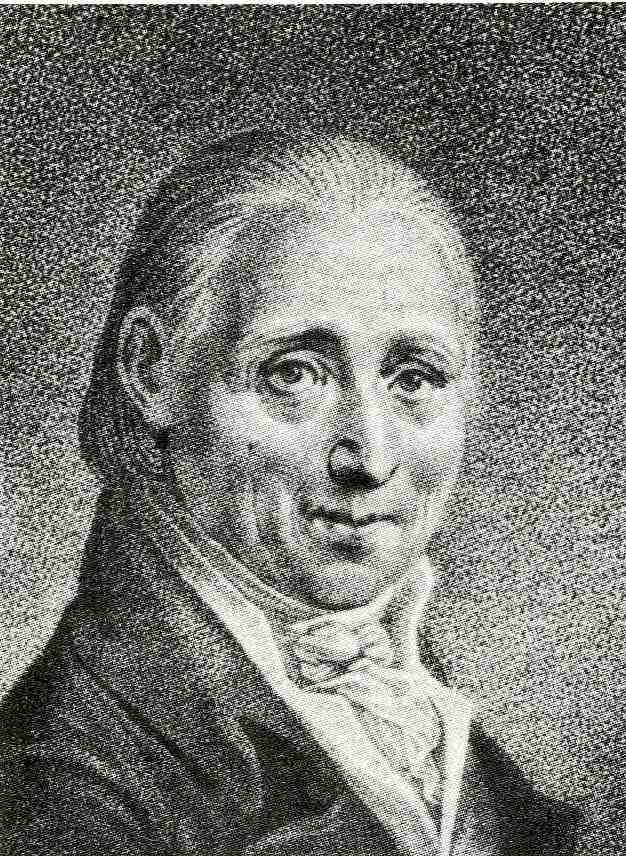
Jan Křtitel Vaňhal

Jan Křtitel Vaňhal (niem. Johann Baptist Vanhal, niekiedy spotykana jest także pisownia Wanhal lub Wanhall; ur. 12 maja 1739 w Nechanicach, zm. 20 sierpnia 1813 w Wiedniu) – czeski kompozytor, uczeń Karla Dittersa von Dittersdorfa.
Był typowym przedstawicielem klasycyzmu w muzyce, stworzył co najmniej 76 symfonii, spośród których najlepsze (m.in. g2 i d1 z katalogu Bryana) nie ustępują najwybitniejszym symfoniom Haydna i mogły mieć wpływ na twórczość Mozarta. Oprócz symfonii, w dorobku kompozytora znalazło się 100 kwartetów i 95 utworów sakralnych. Za życia cieszył się sławą pierwszego muzyka żyjącego wyłącznie z komponowania, a jego utwory wykonywane były nawet w Ameryce.
W XX wieku jego twórczość popadła w zapomnienie, lecz od momentu opublikowania przez Paula Bryana katalogu dzieł Vaňhala (1981) jest częściej wykonywana i nagrywana.

## Wybrane nagrania utworów Vaňhala
- London Mozart Players pod dyrekcją Matthiasa Bamerta Symfonie g2, D4, c2, CHAN 9607 (Chandos)
- Concerto Köln Symfonie d1, g1, C11, a2, e1, 2564-60340-2 (Elatus – Warner Classics)